# Graziella Moretto
Graziella Moretto (Santos, 15 de mayo de 1972) es una actriz brasileña de cine, teatro y televisión. 
Es conocida por su actuación en la película Ciudad de Dios.

## Carrera

### Televisión
- 2014 - Uãnuêi, varios personajes (cuadro de Fantástico)
- 2008 - Três Irmãs .... Valéria[2][3]
- 2008 - Dicas de Um Sedutor .... Carolina
- 2008 - Casos e Acasos .... Suzana
- 2006 - Minha Nada Mole Vida .... Fabiane Mendonça
- 2007 - O Sistema .... Regina[4]
- 2006 - Paixões Proibidas ....  Ângela de Sousa
- 2006 - Belíssima .... Madalena
- 2005 - A Grande Família .... Kely
- 2005 - Carga Pesada .... Marinês
- 2004 - El color del pecado .... Valfreda (Beki)[5]
- 2003 - Os Normais .... Maristela / Patrícia
- 2002 - Ciudad de los hombres ....mãe do João Victor
- 2002 - Ilha Rá-Tim-Bum .... Hipácia[6]
- 2001 - Estrela-Guia .... Heloísa Lima
- 2000 - Aquarela do Brasil .... Calu

### Cine
- 2008 - Feliz Natal .... Fabiana
- 2007 - O Signo da Cidade .... Mônica
- 2007 - Não por Acaso .... Mônica
- 2004 - Viva Voz .... Karina
- 2003 - O Martelo de Vulcano .... Hipácia
- 2002 - Ciudad de Dios .... Marina Cintra
- 2001 - Domésticas .... Roxane

### Teatro
- 1998 - Morus e Seu Carrasco
- 2001 a 2003 - Terça Insana
- 2006 - O Beijo no Asfalto
- 2007 - A Graça da Vida
- 2016 - O Homem Primitivo